# Marien-Gymnasium Kaufbeuren
Das Marien-Gymnasium ist ein Gymnasium in Kaufbeuren mit  sozialwissenschaftlichem,
sprachlichem und  naturwissenschaftlich-technologischem Zweig. Die Schule ist eine Stützpunktschule für Volleyball. Nach mehr als 190 Jahren als reine Mädchenschule nimmt das Gymnasium seit Beginn des Schuljahres 2023/24 auch Jungen auf.

## Geschichte
Die Schulgeschichte des Marien-Gymnasiums reicht zurück in das Jahr 1831, als die Kaufbeurer Franziskanerinnen es gründeten. Seit 1975 wird die Schule unter der Trägerschaft des Schulwerks der Diözese Augsburg geführt.

## Schulpreise
- Jugend forscht 2014 für herausragendes Engagement
- Allgäu Pokal Volleyball 2014

## Schultypisches
Das Marien-Gymnasium unterhält Schüleraustauschprogramme mit Schulen in England (Birmingham), der Tschechischen Republik (Kroměříž), den USA (Portland, Indiana), Südafrika (Kapstadt), Italien, Frankreich (Carcassonne) und Ungarn (Szombathely).